# Ben Mezrich

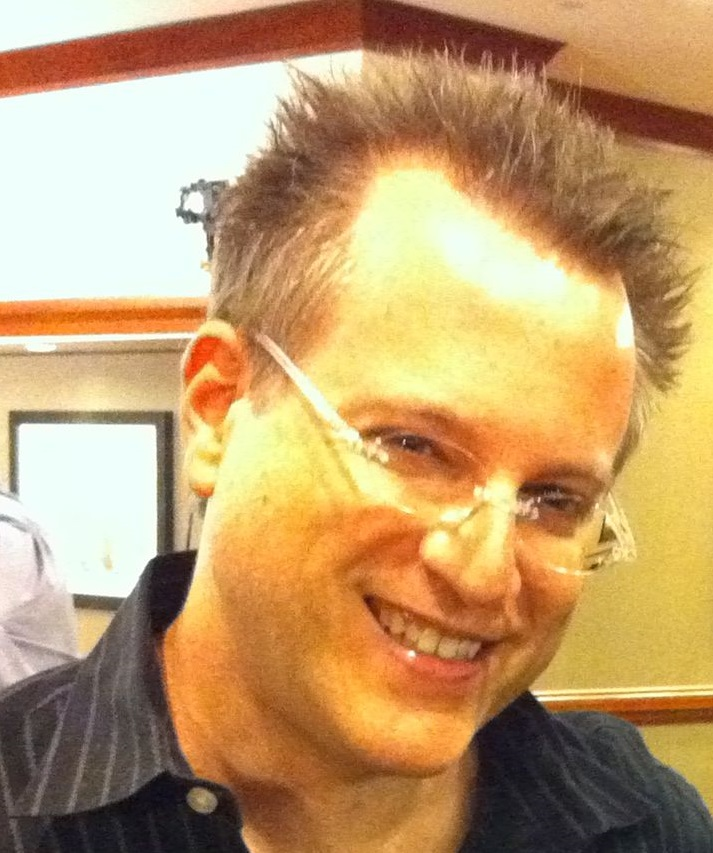
Ben Mezrich (2011)

Ben Mezrich (Princeton, New Jersey, 1969) is een Amerikaans auteur. Hij studeerde Magna cum laude af aan Harvard in 1991. Sindsdien publiceerde hij een elftal boeken, waarvan een aantal onder het pseudoniem Holden Scott.

## Geschreven werk
Mezrich werd vooral bekend door zijn boek Bringing Down the House: The Inside Story of Six MIT Students Who Took Vegas for Millions. Dit boek vertelt het waargebeurde verhaal van een groep MIT-studenten welke een fortuin verdienden met blackjack door middel van een verfijnd systeem van kaarten tellen. Het boek is in 2008 verfilmd door Robert Luketic in de kaskraker 21.
In 2004 publiceerde Mezrich zijn boek Ugly Americans: The True Story of the Ivy League Cowboys Who Raided the Asian Markets for Millions. Wederom een non-fictie boek welke het verhaal beschrijft van een jonge Amerikaan die zijn fortuin maakt in het verouderde Japanse beurssysteem van eind jaren 80.
In 2005 kwam het vervolg van Bringing Down the House uit, Busting Vegas: The MIT Whiz Kid Who Brought the Casinos to Their Knees. Een vergelijkbaar verhaal van een student in een blackjack team met een nog verfijnder systeem om de casino's te slim af te zijn.
In 2008 onderzocht het tijdschrift Boston de waarheid achter de vermeende non-fictieverhalen. Hieruit bleek dat er een aantal malen verdraaide waarheden en zelfverzonnen passages voorkwamen in zijn werk, iets wat afbreuk deed aan zijn reputatie als non-fictieschrijver.
Mezrich bracht in 2009 zijn nieuwste boek uit over Mark Zuckerberg, de man achter sociaalnetwerksite Facebook, getiteld The Accidental Billionaires: The Founding of Facebook: A Tale of Sex, Money, Genius, and Betrayal. Ook dit boek is non-fictie, hoewel Ben Mezrich nooit de gelegenheid kreeg om Mark Zuckerberg te interviewen voor zijn boek en zijn verhaal louter baseerde op personen in zijn omgeving.

### Thema
Een terugkerend thema in zijn boeken zijn de overweldigende successen van jonge mensen welke hun fortuin maken op het randje van ethiek, moraal en de quasi onmogelijkheid van hun verhalen. Mezrich is geïntrigeerd door hun manieren en probeert hun beweegredenen en gedachten bloot te leggen in zijn boeken.

### Fictie
- Threshold (1996)
- Reaper (1998)
- Fertile Ground (1999)
- Skin (2000)
- Skeptic (geschreven onder het pseudoniem Holden Scott), (2000)
- The Carrier (geschreven onder het pseudoniem Holden Scott), (2001)

### Non-fictie
- Bringing Down the House: The Inside Story of Six MIT Students Who Took Vegas for Millions (2002)
- Ugly Americans: The True Story of the Ivy League Cowboys Who Raided the Asian Markets for Millions (2004)
- Busting Vega$: The MIT Whiz Kid Who Brought the Casinos to Their Knees (2005)
- Rigged : The True Story of an Ivy League Kid Who Changed the World of Oil, From Wall Street to Dubai (2007)
- The Accidental Billionaires: The Founding Of Facebook, A Tale of Sex, Money, Genius, and Betrayal (2009)
- Bitcoin Billionaires: A True Story of Genius, Betrayal, and Redemption (2019)
- The Antisocial Network (2021, verfilmd als Dumb Money in 2023)

- Bibsys: 9073754
- Biblioteca Nacional de España: XX1103214
- Bibliothèque nationale de France: cb157992986 (data)
- CiNii: DA12081382
- Gemeinsame Normdatei: 120476649
- International Standard Name Identifier: 0000 0000 8398 1342
- Library of Congress Control Number: n96016303
- Bibliotheek van het Japanse parlement: 00728188
- Nationale Bibliotheek van Tsjechië: mzk2006368119
- Nationale bibliotheek van Australië: 35531346
- Nationale Bibliotheek van Israël: 987007313845805171
- Nederlandse Thesaurus van Auteursnamen: 148427693
- LIBRIS: 388986
- Système universitaire de documentation: 057761000
- Trove: 986727
- Virtual International Authority File: 84687292
- WorldCat: E39PBJvmJtFWkXPWyKyfhTjjYP